# Триполитов, Михаил Николаевич
Михаи́л Никола́евич Триполи́тов (1854—после 1918) — член Государственного совета Российской империи, инженер-технолог, акционер ряда компаний.
Михаил Николаевич Триполитов родился в православной семье обрусевших греков на Кавказе, его отец — чиновник, не имевший недвижимости. В 1877 году Михаил Николаевич окончил Императорское Московское техническое училище, получив специальность инженер-технолог. С 1877 года он работал на свекло-сахарных заводах в Воронежской и Харьковской губерниях. В 1882 году Триполитов переселился в Санкт-Петербург, после чего, как вольнонаёмный, долгое время работал в Экспедиции заготовления государственных бумаг, отдавая досуг общественной деятельности, особенно в качестве одного из деятельных членов Императорского русского технического общества и как редактор технического журнала общества. В этот период Михаил Николаевич написал несколько докладов, касающихся технической промышленности и высшего технического образования.
С 1898 года он на административной работе в Санкт-Петербургском обществе заводчиков и фабрикантов. В 1903 году Михаил Николаевич стал вице-председателем Санкт-Петербургского общества заводчиков и фабрикантов. Был одним из руководителей Торгового дома «А. М. Жуков». С 1907 по 1918 год Триполитов был членом Совета торговли и мануфактур Министерства торговли и промышленности. Был директором Общества петербургских фабрикантов для страхования рабочих. Занимал должность товарища председателя Общества для содействия улучшению и развитию фабрично-заводской промышленности, на этой должности 29 декабря 1905 года подписал Памятную записку на имя председателя Совета министров о представительстве промышленности и торговли в Государственный совет Российской империи.
С 1915 по 1917 год Михаил Николаевич — председатель совета Петроградского частного коммерческого банка. Был одним из инициаторов образования Прогрессивной экономической партии Российской империи, с 1905 года он — председатель её Центрального бюро, руководил разработкой программы. 2 июля 1909 года Михаил Николаевич был избран членом Государственного совета Российской империи от промышленности вместо А. Ф. Мухина; входил в Центра группу. Был членом особых комиссий по законопроектам: в 1909 году — «О вознаграждении потерпевших вследствие несчастных случаев или утративших трудоспособность на работах мастеровых, рабочих и вольнонаемных служащих промышленных и технических заведений Министерства финансов», в 1911 году — «О продолжительности и распределении времени производства торговли и занятий в торговых заведениях, складах и конторах», в 1911 году — «О введении всеобщего начального обучения», в 1912 году — «Об изменении и дополнении некоторых, относящихся к продаже крепких напитков, постановлений», в 1912 году — «Об установлении Правил для найма торговых служащих». В 1912 году выбыл по жребию из Государственного совета. В марте — июне 1916 года Триполитов участвовал в неудачной попытке создать в Государственном совете особую группу представителей финансового капитала.
Был женат, позднее — вдовец; имел четверых детей. Судьба после 1918 года неизвестна. Является автором работ по проблемам технического образования.

## Сочинения
- Триполитов М. Н. О мерах к развитию деятельности Технического отдела Музея прикладных знаний. — [Санкт-Петербург] : тип. бр. Пантелеевых, [1886]. — 22 с. ;
- Триполитов М. Н. Отчет по командировке в Туркестанский край и на Кавказ для выяснения условий снабжения Экспедиции заготовления государственных бумаг волокон кендыря и рами инженер-технолога М. Триполитова господину управляющему Экспедиции заготовления государственных бумаг. — Санкт-Петербург : тип. бр. Пантелеевых, [1894]. — 58 с.;
- Триполитов М. Н. Среднеазиатский волокнистый материал кендырь или турка. — [Москва] : «Русская» типо-лит., ценз. 1895. — 19 с., 1 л. ил. ;
- Триполитов М. Н. Попечительство о школах Р. технического общества; Проект устава Попечительства о школах Русского технического общества : (Докл. М. Н. Триполитова) / М. Триполитов. — Санкт-Петербург : тип. И. Н. Скороходова, 1896. — 24 с.;
- Триполитов М. Н. Выдача пособий рабочим, при временной утрате трудоспособности от несчастных случаев, должна быть возложена на больничные кассы в течение периода до 13 недель: Записка Вице-пред. О-ва заводчиков и фабрикантов М. Н. Триполитова: (Прил. к протоколу совещ. при Совете съездов представителей пром-сти и торговли по вопр. страхования, на случай болезни, происходивших в Петебурге в февр. 1907 г.) / Съезды представителей пром-сти и торговли. — [Спб.: Тип. период. изд. М-ва ф-в, 1907]. — 6 с.;
- Кинд В. А. Пути и формы распространения профессиональных знаний / Сост. В. А. Кинд; С предисл. чл. Гос. сов[ета] М. Н. Триполитова. — Петроград : тип. ж.-д. изд., 1916. — [4], XII с., 289 ; 24 см. — Библиогр.: «Указатель литературы» (с. 285—289)